# Рыбацкое (Донецкая область)
Рыба́цкое (укр. Рибацьке) — посёлок в Мангушском районе Донецкой области Украины.
Население по переписи 2001 года составляло 44 человека. Почтовый индекс — 87440. Телефонный код — 6297. Код КОАТУУ — 1423982202.
В марте 2022 года захвачено Россией.

## Местный совет
87440, Донецкая область, Мангушский р-н, с. Покровское, вул. Транспортная, 10